# Chondrite ordinaire
Les chondrites ordinaires (parfois appelées chondrites O) sont un type de météorites chondritiques. Elles sont de loin les plus nombreuses et constituent 87 % de toutes les observations. C'est la raison pour laquelle elles ont été qualifiées d'ordinaires.

## Corps parents

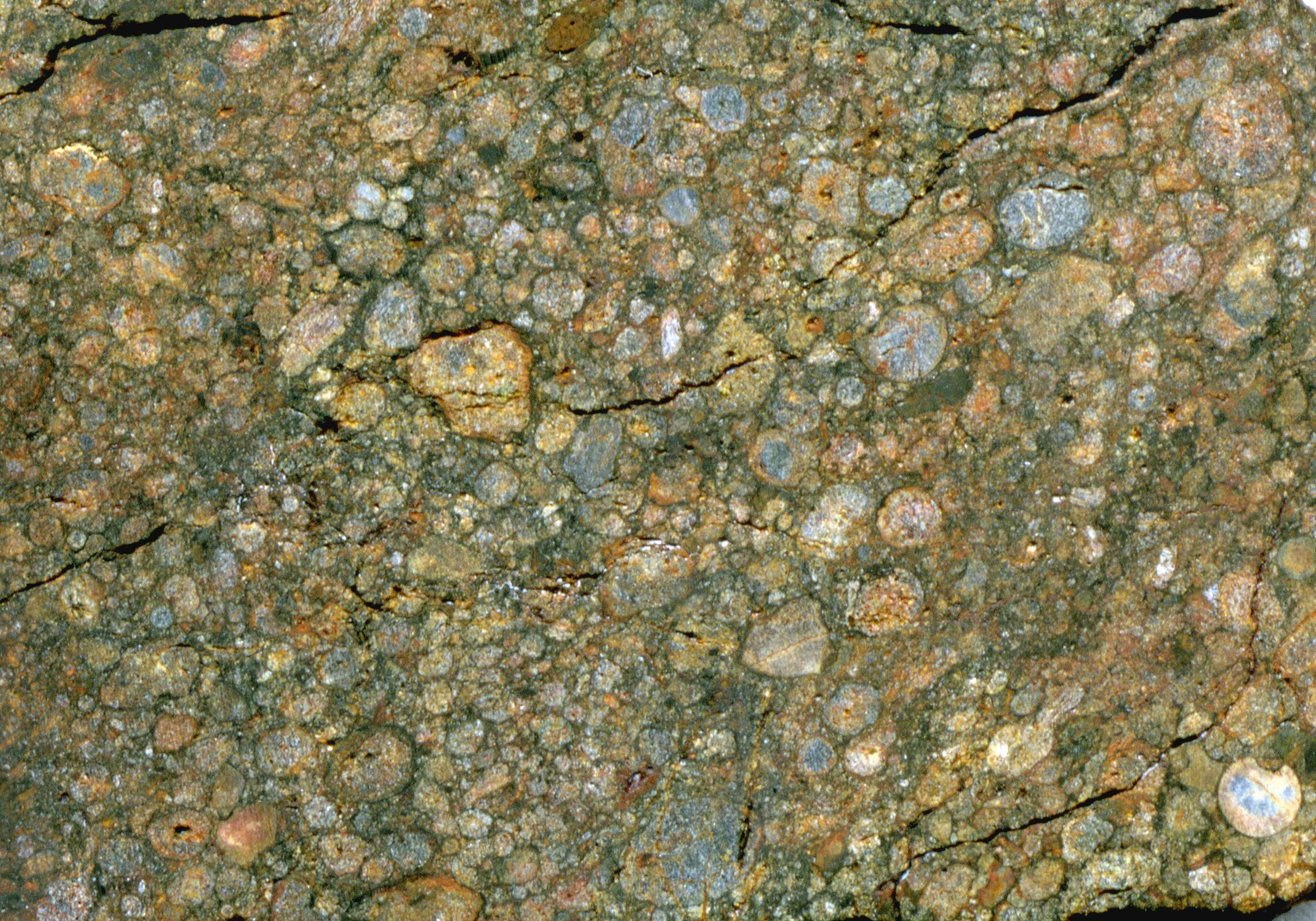
Texture de la surface d'une section de chondrite ordinaire.

Les caractéristiques chimiques et isotopiques des chondrites ordinaires montrent qu'elles proviennent de 3 à 6 corps parents différents (astéroïdes ou familles d'astéroïdes) correspondant aux sous-groupes HH, H, H/L, L, L/LL et LL, les chondrites G représentant potentiellement un corps parent supplémentaire.
Le spectre de réflexion des astéroïdes de type S dans l'infrarouge en font des candidats plausibles comme corps parents des chondrites ordinaires, une hypothèse confortée par le retour d'échantillons de la sonde Hayabusa. En revanche, l'altération de surface de ces astéroïdes et les conditions de leur éclairement empêchent de mettre en correspondance précise les différents types et sous-types d'astéroïdes S avec les différents types de chondrites ordinaires (H, L et LL, équilibrées et non équilibrées).